# 山王 (金属製品)
株式会社山王（さんのう、英語: SANNO Co.,Ltd.）は、電子部品の貴金属表面処理加工を主要業務とする日本企業である。

## 概要
川崎市上丸子山王町に会社を設立したことが社名の由来である。

## 沿革
- 1955年（昭和30年）10月 - 創業者荒巻芳太郎が、川崎市上丸子山王町に山王鍍金工業所を創業。弱電機部品の銀めっき専用工場として個人営業を開始。
- 1956年（昭和31年） - 従来非常に不安定な光沢銀めっきの均一光沢厚付け方法等の研究が完成。本格的に量産操業。
- 1958年（昭和33年）8月 - 有限会社山王鍍金工業所設立。プリント配線基板その他につき、金、ロジュームめっきの特殊めっき装置を考案
- 1959年（昭和34年）3月 - 工場増築。電気部品の金めっきを開始。多層めっき、部分厚付けめっき等の研究が完成。本格的に量産操業。
- 1967年（昭和42年）1月 - 横浜市港北区綱島東5丁目8番8号に新工場を建設移転。
- 1969年（昭和44年） - 山王鍍金株式会社に組織変更。
- 1978年（昭和53年） - 研究棟を新築。
- 1979年（昭和54年） - 特殊フープめっき装置開発完成。
- 1982年（昭和57年）9月 - 福島県郡山市の郡山中央工業団地に郡山工場完成。
- 1987年（昭和62年）11月 - パラジウムフープめっき開発、量産開始。
- 1992年（昭和60年）9月 - 神奈川県伊勢原市の伊勢原工業団地に鈴川工場完成。
- 1995年（昭和63年）3月 - 神奈川県秦野市の曽屋原工業団地に秦野工場完成。
  - 10月 - フィリピンにSPMC設立。
  - 4月 - 株式会社 山王に社名変更。
- 1996年（平成8年）3月 - 本社ビル完成。
- 2000年（平成12年）12月 - 11,000株の増資をおこない、資本金2億3900万円に変更。
- 2003年（平成15年）5月 - 中華人民共和国に山王電子（無錫）有限公司設立。
- 2005年（平成17年）4月 - 福島県郡山市の西部第二工業団地に東北工場完成。
  - 4月 - 17,000株の増資を行い、資本金4億6000万円に変更。
- 2007年（平成19年）3月 - 郡山工場を東北工場へ統合。
  - 4月 - 福島県郡山市の西部第二工業団地に東北第二工場完成。
  - 10月 - ジャスダック証券取引所へ上場。
- 2010年（昭和31年）2月 - 山王電子（無錫）有限公司で超微細加工のスポットめっきを開始。
- 2011年（平成23年）6月 - 東北工場で超微細加工のスポットめっきを開始。
- 2012年（平成24年）3月 - SPMCで超微細加工のスポットめっきを開始。
- 2015年（平成27年）10月-鈴木啓治が代表取締役に就任
- 2019年（平成31年）4月-三浦尚が代表取締役に就任
- 2020年（令和2年）8月-東北工場を東北事業部に、秦野工場を秦野プレスセンターに組織変更
- 2022年（令和4年）4月-東証再編に伴いスタンダード市場に移行
- 2024年（令和6年）8月-荒巻拓也が代表取締役に就任
- 2024年（令和6年）11月-株式会社明王化成を完全子会社とする